# Asociace profesionálních divadel České republiky
Asociace profesionálních divadel ČR (APD) je organizace sdružující většinu profesionálních souborových divadelních scén veřejné služby na území ČR. Napomáhá vzájemné spolupráci mezi divadly, zasazuje se o vytváření příznivých podmínek pro divadelní tvorbu a zastupuje divadla v komunikaci s orgány veřejné správy.

## Organizační struktura
Předsedou APD je v současné době MgA. Stanislav Moša, ředitel Městského divadla Brno. Výkonným ředitelem je MgA. Zdeněk Pánek.
Nejvyšším orgánem Asociace je Valná hromada, kterou svolává Výbor podle potřeby a situace (nejméně dvakrát ročně). Výbor se skládá ze šesti členů. Jeho úkolem je řídit činnost Asociace a prezentovat ji navenek.
Jménem Asociace jedná předseda nebo místopředseda Výboru. Ten je pověřen, aby Asociaci zastupoval při jednání s orgány státní moci a organizacemi, které mohou ovlivňovat činnost a existenci divadel.
APD je registrovaným zaměstnavatelským svazem, členem Unie zaměstnavatelských svazů a členem PEARLE (Performing Arts Employers Association League Europe). 

## Činnosti
Asociace za dobu své existence zastupovala divadla například v rámci kampaně „Pomozte svému divadlu“ v roce 2012, kdy se zasazovala o legislativní proměnu a optimalizaci financování regionálních divadel - tak, aby dosáhla spravedlivějšího rozdělení veřejných financí. 
Na jaře 2020 se Asociace začala aktivně angažovat v souvislosti s koronavirovou krizí. Aktuálně iniciovala propagační kampaň „Zvedáme opony“ na podporu návštěvnosti divadel v souvislosti s pandemií covidu-19.
V roce 2001 se APD postavila proti faktickému zrušení programů podpory stálých symfonických orchestrů, pěveckých sborů a divadel v návrhu státního rozpočtu pro rok 2002. V letech následujících APD upozorňovala a snažila se řešit další finanční problémy, se kterými se divadla plošně potýkala, dále obecně špatně nastavené financování veřejně kulturního sektoru nebo nestálé postavení ředitelů divadel, které mělo přímý dopad na jejich fungování a tvorbu. V roce 2012 snaha o spravedlivější rozdělení veřejných dotací přerostla v otevřený protest napříč regionálními divadly a informační kampaň „Pomozte svému divadlu“, která upozorňovala na neřešený systém financování regionálních divadel. Kampaň v petici podpořilo 37 000 lidí. O čtyři roky, na podzim roku 2016, se APD spojila s Hereckou asociací ve společném prohlášení „Nemůžeme mlčet“, ve které se společně vymezily proti tehdejšímu politickému dění.

## Účel
Asociace se snaží o podporu a vytváření širokého spektra dostupného kulturního vyžití. Podtrhuje význam regionálních a městských divadel pro stát, kraj i veřejnost. Jejich prostřednictvím se zasazuje o navazování na bohatou tradici českého divadelnictví na scénách činoherních, loutkových, hudebních i jinak performativních divadel, která je v současné době prezentována jak na tuzemských scénách, tak i hostující na scénách zahraničních. Reprezentuje profesionální divadla při vytváření co nejpříznivějších (finančních i správních) podmínek pro divadelní tvorbu před orgány veřejné správy. 

## Členové
- Centrum experimentálního divadla
- Činoherní klub
- Činoherní studio Ústí nad Labem
- Dejvické divadlo
- Divadlo Antonína Dvořáka
- Divadlo Alfa
- Divadlo Drak a Mezinárodní institut fig. div.
- Divadlo F. X. Šaldy
- Divadlo Josefa Kajetána Tyla
- Divadlo loutek Ostrava
- Divadlo na Vinohradech
- Divadlo Na zábradlí
- Divadlo pod Palmovkou
- Divadlo Radost
- Divadlo Šumperk
- Divadlo v Dlouhé
- Horácké divadlo Jihlava
- Jihočeské divadlo
- Klicperovo divadlo
- Komorní scéna Aréna
- Městská divadla pražská
- Městské divadlo Brno
- Městské divadlo Mladá Boleslav
- Městské divadlo v Mostě
- Městské divadlo Zlín
- Moravské divadlo Olomouc
- Naivní divadlo
- Národní divadlo
- Národní divadlo Brno
- Národní divadlo moravskoslezské
- Severočeské divadlo opery a baletu
- Slezské divadlo Opava
- Slovácké divadlo
- Švandovo divadlo na Smíchově
- Těšínské divadlo
- Východočeské divadlo Pardubice
- Západočeské divadlo